# Wolfgang Schmierer
Wolfgang Schmierer (* 7. September 1938 in Berlin; † 7. Oktober 1997) war ein deutscher Archivar und Historiker.

## Leben
Schmierer wurde nach seinem Studium der Geschichtswissenschaften 1968 an der Ruprecht-Karls-Universität Heidelberg zum Dr. phil. promoviert. Später wurde er leitender Archivdirektor des Hauptstaatsarchivs Stuttgart. Hier arbeitete er vor allem über die Sozialgeschichte Württembergs und Baden-Württembergs. Zu diesem Thema veröffentlichte er zahlreiche Schriften. Von 1979 bis 1997, seinem Todesjahr, betreute Schmierer als Schriftleiter die Herausgabe der Ludwigsburger Geschichtsblätter.
Schmierer war Mitglied der Studentenverbindung Tübinger Lichtenstein.

## Veröffentlichungen (Auswahl)
- Von der Arbeiterbildung bis zur Arbeiterpolitik. Die Anfänge der Arbeiterbewegung in Württemberg 1862/63–1878. Verlag für Literatur und Zeitgeschehen, Hannover 1970 (Dissertation, Universität Heidelberg, 1968).
- (hrsg. mit Jörg Schadt): Die SPD in Baden-Württemberg und ihre Geschichte. Von den Anfängen der Arbeiterbewegung bis heute. Kohlhammer, Stuttgart 1979, ISBN 3-17-004683-7.
- (bearbeitet mit Karl Hofer, Regina Schneider): Akten zur Wohltätigkeits- und Sozialpolitik Württembergs im 19. und 20. Jahrhundert. Kohlhammer, Stuttgart 1983, ISBN 3-17-007980-8.
- (hrsg. mit Günter Cordes, Rudolf Kieß, Gerhard Taddey): Aus südwestdeutscher Geschichte. Festschrift für Hans-Martin Maurer. Dem Archivar und Historiker zum 65. Geburtstag. Kohlhammer, Stuttgart 1994, ISBN 3-17-013158-3.
- (bearbeitet mit Erwin Biemann, Gerhard Taddey): Israelitische Oberkirchenbehörde im Königreich Württemberg. Inventar des Bestands E 212 im Staatsarchiv Ludwigsburg. Kohlhammer, Stuttgart 1997, ISBN 3-17-014368-9.
- (bearbeitet mit Bernhard Theil): Übersicht über die Bestände des Hauptstaatsarchivs Stuttgart: Kabinett, Geheimer Rat, Ministerien 1806–1945. Kohlhammer, Stuttgart 1997, ISBN 3-17-014847-8.
- (bearbeitet mit Sönke Lorenz, Dieter Mertens, Volker Press) (Hrsg.): Das Haus Württemberg. Ein biographisches Lexikon. Kohlhammer, Stuttgart 1997, ISBN 3-17-013605-4.